# Fortepian (Zamek Pieskowa Skała)

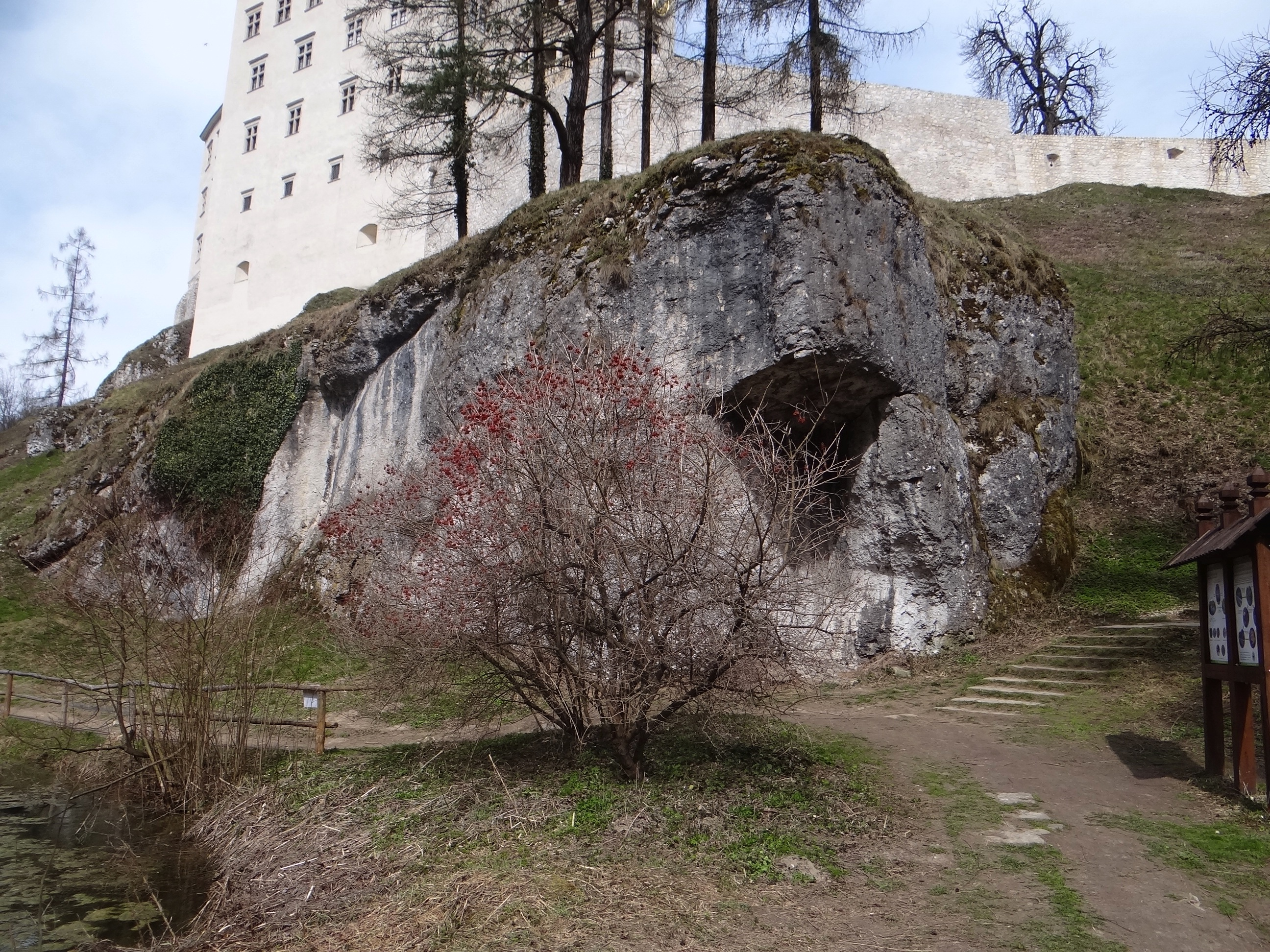
Skała Fortepian

Fortepian – skała w Ojcowskim Parku Narodowym. Jest to najniższa terasa skalna, na której stoi Zamek w Pieskowej Skale. Znajduje się pomiędzy nim, a Maczugą Herkulesa. Na płaskie dno doliny Prądnika opada pionową ścianą. Na wysokości kilku metrów jest w niej ogromny, narożny, całkowicie poziomy, jak ucięty siekierą okap o wysięgu kilku metrów. Skała zbudowana jest z dolomitów i wapieni. Podcięta została przez Prądnik, który dawniej uderzał o nią. Później jego koryto przesunęło się nieco dalej na południe, a na dnie dawnego koryta biegnie droga wojewódzka nr 773, oraz znajdują się zamkowe stawy z hodowlą pstrąga tęczowego i parking samochodowy. Fortepian ma wysokość 8–12 m.

## Szlaki turystyki pieszej
– żółty z Pieskowej Skały obok Maczugi Herkulesa, przez Sąspów, Dolinę Sąspowską i Dolinę Prądnika do Ojcowa